# 몽고식품
몽고식품주식회사(蒙古食品株式會社)는 경상남도 창원시 의창구 팔용로371번길 18(팔용동)에 소재하는 간장 제조 업체이다.

## 역사
대한제국 시대에 1905년 일본인 야마다 노부스케가 마산시 자산동에서 간장공장인 산전 장유 양조장을 세웠다.
해방 이후 한국인이 승계하여 몽고정의 이름을 따서 이름을 바꾸었다.
1988년에 마산시 지역에서 구 창원시 지역으로 공장을 이전했다. 마창진 통합 전부터 마산과 창원 모두의 향토기업으로 인식됐다. 마산 지역에서 처음 공장이 생긴 해를 창업년도로 삼는다.

## 제품소개

### 몽고간장시리즈
- 몽고간장 만능맛간장 국·찌개용
- 몽고간장 만능맛간장 조림·볶음용
- 몽고간장 백년의정
- 몽고간장 송표골드
- 몽고간장 복분자
- 몽고간장 대추
- 몽고간장 메주
- 몽고간장 생
- 몽고간장 양조국
- 몽고간장 송표프라임
- 몽고송표간장
- 몽고1급간장
- 몽고순간장,몽고국간장
- 몽고간장 진,몽고간장 진플러스
- 몽고 짱아지간장
- 몽고 어간장 (제조원 : ㈜두도)
- 몽고 청양초 매운간장 (제조원 : ㈜삼아아시아)
- 몽고식자재간장

### 몽고장류제품
- 몽고순창고주장 (제조원 : ㈜기픈샘)
- 몽고태양초고추장
- 몽고빛깔고운쌀고추장 (제조원 : 옹고집영농조합법인)
- 몽고콩된장 (제조원 : ㈜기픈샘)
- 몽고백된장 (제조원 : 콩심은데콩나라㈜ )
- 몽고맛있는양념쌈장 (제조원 : 옹고집영농조합법인)
- 몽고항아리 (제조원 : ㈜기픈샘)

### 몽고소스제품
- 몽고 장아찌 간장소스
- 몽고 맑은바다 멸치액젓 (제조원 : YMF)
- 몽고 맑은바다 까나리액젓
- 몽고 참치액 (제조원 : YMF)
- 몽고우동다시골드 (제조원 : ㈜푸드코리아)
- 몽고 멸치 육수
- 델리몽 포케소스 (제조원 : ㈜동원홈푸드)

### 몽고기타제품
- 몽고소고기맛다시 (제조원 : ㈜푸드코리아)
- 몽고알뜰다시
- 몽고사골분말
- 몽고알찬미소
- 몽고골드고춧가루 (제조원 : ㈜은하촌 농업회사법인)
- 몽고사과식초/양조식초/양조식초 (제조원 : ㈜천연식품)
- 몽고물엿 (제조원 : 인그리디언코리아유한회사)
- 몽고맥아물엿
- 몽고황물엿 (제조원 : 동림식품)
- 몽고구포국수 (제조원 : ㈜구포국수)
- 곰표비단국수 (제조원 : ㈜영동식품)
- 몽고찰당면 (제조원 : 농업회사법인㈜안성식품)
- 몽고 그린골드 콩식용유 (제조원 : ㈜한산오앤에프)
- 몽고 진한 참기름 (제조원 : ㈜고향식품)
- 몽고 100% 통참깨 참기름
- 몽고 들깨 향기름
- 몽고 참깨 향기름
- 몽고 육수원 (제조원 : 농업회사법인㈜원스팜)
- 별미포차 컵볶이 (제조원 : 농업회사법인㈜푸르메에프에스)

### 몽고선물세트
- 몽고간장 복분자 세트
- 몽고간장 900ml 세트
- 몽고간장 1.8L 세트
- 몽고 특1호(2호) 세트
- 몽고 캔1호(2호) 세트
- 몽고웰빙선물세트
- 몽고종합선물세트

## 논란

### 김만식명예회장 갑질 사건
2015년 12월 23일 김만식 몽고식품 명예회장이 개인 운전기사 B씨에게 욕설과 폭행을 했다는 폭로가 터졌다. 운전기사 B씨는 "김회장은 기분이 나쁘거나 하면 거의 습관처럼 폭행과 욕설을 했다."라고 말했다. 몽고식품은 12월 23일에 홈페이지를 통해 사과문을 게재했고, 12월 28일에는 김만식 명예회장과 김현승 대표이사가 기자회견을 통해 국민과 당사자에게 사과했다.
이후 복직문제를 두고 피해자들과 분쟁이 있었지만, 폭행 피해자들과 합의를 원만하게 이끌어냈다. 2016년 4월 19일 창원지방검찰청 마산지청은 김만식 회장에게 상습폭행과 근로기준법상 사용자 폭행 혐의 등을 적용, 벌금 700만원의 약식명령을 법원에 청구했다.
2017년 10월 31일 경남도민일보와의 통화에서 김만식 몽고식품 명예회장은 2015년 당시 "공갈단 언론플레이에 걸려서 고생했다. 더 물고 늘어질것이기 때문에 그냥 사과하고 넘어갔다"고 말했다.